# Melanargia syntelia
Melanargia syntelia är en fjärilsart som beskrevs av Hans Fruhstorfer 1916. Melanargia syntelia ingår i släktet Melanargia och familjen praktfjärilar. Inga underarter finns listade i Catalogue of Life.